# Liüntika
Liüntika ali Levente (madžarsko Liüntika ali Levente)  je bil madžarski plemenski poglavar, najstarejši sin velikega kneza Árpáda. Kot vojskovodja je sodeloval pri madžarskem osvajanju Karpatskega bazena, * 9. stoletje, † pred 907. 

## Položaj
V sodobnih virih se Liüntika omenja kot vodja Kabarov, zadnje etnične skupine, ki se je pridružila madžarskemu narodu. V pripovedi bizantinskega cesarja Konstantina VII. Porfirogeneta o harki (vojskovodji) Bulcsúju, je trem plemenom Kabarov še v njegovem času vladal starešina (arhont). Konstantin je menil, da je bil med madžarskimi osvajanji  njihov voditelj prav Lüntika.

## Življenje
Liüntika se je s svojimi Kabari vojskoval proti Prvemu bolgarskemu cesarstvu, medtem ko je začel njegov oče Árpád v zavezništvu z Velikomoravsko z glavnino madžarske vojske prodirati proti Panoniji in bolgarski meji v Panoniji. Po osvajanjih je verjetno postal vladar Moravske, ker se moravski grad Břeclav (Lundenburg) v viru iz leta 1054 omenja kot Laventenburg.
Njegovo negotovo identiteto je še povečal Konstantin VII., ki ga je med bolgarskimi pohodi omenil kot Arpádovega sina, kasneje pa ga med naštevanjem Arpádovih potomcev ne omenja. Konstantin je tudi poskušal razložiti, da je Liüntika/Levente med kampanjo izgubil življenje in ni imel potomcev. Zdi se, da je to v nasprotju z zgoraj omenjenim krajevnim imenom Laventenburg. 
Po mnenjih zgodovinarjev je bil Liüntika eden od štirih Arpádovih sinov, verjetno njegov drugi najstarejši sin Tarhači/Tarkaču/Tarkacuš/Tarhoš. Péter Földes s svojo teorijo razlaga ta protislovja: beseda "árpád" je bila mišljena kot funkcija, ki jo je prvi uporabil Árpádov oče, veliki knez Álmoš. To ime je dal svojemu prvorojenemu sinu in bodočemu dediču. Po Földesu bi se obe razlagi lahko združili: Liüntika je bil sin "árpáda Álmoša", tako da bi lahko bil mlajši brat velikega kneza Árpáda in ne njegov sin.